# Garrina leona
Garrina leona är en mångfotingart som beskrevs av Chamberlin 1943. Garrina leona ingår i släktet Garrina och familjen storjordkrypare. Inga underarter finns listade i Catalogue of Life.